# ЗИФ-75
ЗИФ-75 е съветско четиристволно корабно универсално оръдие калибър 57 mm, на въоръжение във ВМС на СССР. Автоматичен артилерийски комплекс от първо следвоенно поколение.

## История
Разработено е от ЦКБ-7 на основата на едностволната установка ЗИФ-74. ТТЗ е дадено на 14 май 1954 г., към декември 1955 г. чертежите му са готови. Опитната установка е произведена в Ленинград, в завод № 7 (днес – завод „Арсенал“) през първата половина на 1956 г., от 11 юли до 20 декември се провеждат заводските, а от 14 февруари до 25 април 1957 г. – полигонните изпитания. Държавните изпитания са през ноември и декември 1958 г., и на 19 декември 1960 г. със заповед на Министерството на Отбраната на СССР установката е приета на въоръжение.

## Описание
Система за управление: радиолокационната станция „Фут-Б“.

## Кораби, носещи ЗИФ-75
- Ескадрени миноносци проект 30-бис, в модернизиран вариант 30-БА
- Ескадрени миноносци проект 56-ЕМ
- Ескадрени миноносци проект 57-бис
- Големи противолодъчни кораби пр.57-А
- Минни заградители проект 317 (тип „Сухона“)
- Средни десантни кораби проект 572 (тип „Иргиз“)
- Плаваща ракетно-техническа база проект 323